# Hochelaga-Maisonneuve (circonscription fédérale)
Pour les articles homonymes, voir Hochelaga-Maisonneuve (homonymie), Hochelaga et Maisonneuve.
Hochelaga-Maisonneuve (aussi connue sous le nom de Maisonneuve) fut une circonscription électorale fédérale du Québec, située sur l'île de Montréal. Elle fut représentée à la Chambre des communes de 1979 à 2004.
La circonscription fut créée en 1976 sous le nom de Maisonneuve à partir des circonscriptions d'Hochelaga, Lafontaine et Maisonneuve—Rosemont. Elle fut renommée Hochelaga—Maisonneuve en 1978. 
Abolie en 2003, elle fut redistribuée parmi les circonscriptions d'Hochelaga, Honoré-Mercier et La Pointe-de-l'Île.

## Géographie
En 1892, la circonscription comprenait:
- Une partie de la ville de Montréal dont une partie des quartiers Maisonneuve et Rosemont et ayant comme bordure une partie du Boulevard Pie-IX et des rues Sherbrooke, Viau et Masson, ainsi que le fleuve Saint-Laurent.

## Députés
| Législature                                                                  | Années    | Député      | Député             | Parti                     |
| ---------------------------------------------------------------------------- | --------- | ----------- | ------------------ | ------------------------- |
| Hochelaga–Maisonneuve issue de Hochelaga, Lafontaine et Maisonneuve—Rosemont |           |             |                    |                           |
| 31e                                                                          | 1979–1980 |             | Serge Joyal        | Libéral                   |
| 32e                                                                          | 1980–1984 |             | Serge Joyal        | Libéral                   |
| 33e                                                                          | 1984–1988 |             | Édouard Desrosiers | Progressiste-conservateur |
| 34e                                                                          | 1988–1993 | Allan Koury |                    | Progressiste-conservateur |
| 35e                                                                          | 1993–1997 |             | Réal Ménard        | Bloc québécois            |
| 36e                                                                          | 1997–2000 |             | Réal Ménard        | Bloc québécois            |
| 37e                                                                          | 2000–2004 |             | Réal Ménard        | Bloc québécois            |
| Dissoute parmi Hochelaga, Honoré-Mercier et La Pointe-de-l'Île               |           |             |                    |                           |